# اسوتلانا بوگدانوا (ورزشکار)
اسوتلانا بوگدانوا (روسی: Светлана Владимировна Богданова؛ زادهٔ ۱۲ ژوئیهٔ ۱۹۶۴) بازیکن هندبال اهل روسیه است.